# Историја стоматологије у Србији
Историја стоматологије у Србији је хронолошки приказ развоја стоматологије (зубне медицине) као гране медицине и дела историје једног народа и његове културне баштине, од доласка српских племена на Балкан, до данашњих дана. Као део културе српског народа, она није скуп „мртвих чињеница“ написаних на папиру и сачуваних у материјалним збиркама, јер се стоматологија као и медицина непрестано развијала и преплитала са садашњошћу и често одређивала њену будућност у светским историјским оквирима. У том смислу историја стоматологије, као део историја медицине гледано у ширем смислу, постала је призната научна област која се у Србији истражује, уназад више од сто педесет година.
Првим историографским делима, написаним старословенском рецензијом у Срба, у којима се поред различитих болести организма помињу болести зуба и десни (зубобоља, оток образа, неугодан задах из уста, крварење десни, расклаћени зуби, испуцале усне, промене на језику) и неки облици лечење болести зуба (вађење зуба, примена лековитог биља и биљних и минералних лекова), сматрају се Хиландрски медицински кодекс (12. до 15. век) и Ходошки зборник (15. век), као камен темељци не само српске медицинске историографије, већ и стоматологије, као њене специјалистичке гране.

## Називи
Стоматологија као гране медицине, односно медицинска дисциплина, која се бави проучавањем физиолошких и патолошких стања свих структура усне дупље и граничних подручја, као и превенцијом, дијагностиком, конзервативним и хируршким лечењем болести ових структура и њиховом рехабилитацијом, протетским и ортодонтским збрињавањем, је новијег датума.
Иако је стоматологија, онаква какву ми данас знамо, зачета у далекој људској прошлости није настала одједном нити је носила ово име. Тако да су њена прва имена била зубна медицина, зубарство, зубоваље, зубно лекарство итд.

## Зубно лекарство од доласка Словена до пада Србије под Османско царство
Као и остала Словенска племена, Срби су дошли на Балканско полуострво за време велике сеобе народа, током 6. и 7. века, о чему најраније систематизоване податке налазимо у списима византијског цара Константина VII Порфирогенита у 10. веку. По њему Срби су у 7. вијеку населили пространу територију: Рашку, Дукљу, Босну, Травунију, Захумље и Паганију. Јављање чвршћих државних организација код Срба је тек у 9. вијеку, па постоје и теорију о каснијем досељавању Срба, који су били војно напреднији од раније досељених словенских сродника. Неповољан географски положај српских земаља отежавао је њихово обједињавање. Најсевернија приморска област коју су населили Срби била је Паганија од Цетине до Неретве са острвима Хвар, Брач, Корчула и Мљет. Од Неретве до Дубровника простирало се Захумље, док се од Дубровника до Бока которске простирала Травунија са Конављем, док је најјужнија област насељена Србима Дукља од Котора до Бојане.
Средином 9. века, формирано је јако државно средиште у тадашњој Србији под кнезом Властимиром из династије Властимировићи, који је током трогодишњег рата успео да одбије бугарске нападе. Почетком осме деценије 9. века, током владавине његових потомака, Срби су примили хришћанство. Током владавине бугарског владара Симеона I Срби су се активно укључили у византијско-бугарски сукоб. Последњи Властимировић, кнез Часлав је уз помоћ и подршку Византије обновио и ојачао српску државу, тако да је она могла да парира тадашњем Првом бугарском царству. После Часлављеве смрти, Србија се распала, а кнежевине које су је чиниле ушле су у састав Самуиловог царства.
Подаци о медицинским знањима старих Словена, пре и непосредно после њиховог доласка на Балкан су непотпуна и непоуздана, због недостатака историјских извора. Материјални трагови који постоје, према, писању историчара медицине Реље Катића односе се углавном на веровања о узроцима болести и о коришћењу гатања у лечењу.
По извештајима цара Маврикија (582—602): Словени су по досељењу на Балкан знали за припремање биљних отрова за стреле, а по налазима из некрополе у Бајиној Башти и за хируршке интервенције, на пример, за трепанацију лобање. као и за лечење поломљене вичичне кости кором од шумског дрвећа, храста или врбе, како би рана зарасла а бол престао.
По доласку на Балканско полуострво Српска племена су била раштркана и подељена по многим областима јер прво нису имала сопствену државу, а потом се и прва српаска држава под династијом Властимировићи распала. У таквој организацији живота нису постојали потребни предуслови за „долазак“ медицине са стране или из непосредног окружења (Грчке, Античког Рима, Југа Африке...). Становништво су у том периоду лечили народни лекари, самоука лица, лаици (међу којима је било и варалица). Спас за своје болести и болести својих најближих тражен је у враџбинама, молитвама, остацима паганских ритуала и евентуално у „лекарушама“.
Оно што се сигурно зна, је чињеница да су стари Словени прихватили многе обичаје и начин живота староседелаца Балканског полуострва. У томе је посебно предњачио Антички Рим.
Све до оснивања јединствене српске државе, 1166. године, од стране великог жупан Стефана Немање и њеног јачања за време краља Милутина и цара Душана, зубна медицина, као и медицина уопште била је мешавина магијске, анимистичке, теургијске и народне медицина.
Тек под утицајем Византије, у јединственој српској држави, догодила се важна промена у српском народу, која ће имати један од прворазредних значаја у његовој будућности. Наиме крајем 11. века, почиње процес напуштања паганства и примање хришћанства као званичне вере. А од релативно развијене византијске зубне медицине српска племена почела су да прихвату, прво у непосредном контакту, а онда и преко писаних терапијских зборника (нпр Спиас о зубобољи, Н. Подроменоса из 10. века), основна начела лечења уста и зуба

## Зубно лекарство у Османском царству
У време Османског царства у опустошеној и заосталој средини каква је била Србија у вишевековном ропству, облици стоматолошког лечења, као облика зубне медицине, ако се тако уопште може назвати одвијали су се и развијали заједно са медицином, која је била на маргинама медицинских догађаја.
У европским провинцијама Османског царства, па и у Србији, није било лекара било које струке, па ни зубних лекара, нити организоване здравствене заштите. По варошима су народ лечили бербери, хећими и лекари самоуци, а по селима народни видари, хоџе и емпирици. Због тога је народ у Србији био упућен на своју народну медицину, на своје самоуке лекаре и народне
видаре.
Како у народу, тако и на двору кнеза Милоша, у тек основаној Кнежевини Србији, није било школованих лекара, првим деценијама 19. века најчувенији је био београдски кафеџија Хећим-Тома Костић који је заједно са својом мајком Ћира Маном, 1807. године излечио кнеза Милоша од задобијених рана. У периоду од 1836 до 1838. болесне је лечио и неки Гојко Марковић, који је у Гургусовцу (Књажевцу) држао „шпитаљ“.
Иако су школовани лекари у Србију почели да долазе неколико година по завршетку другог српског устанка, када се отпочело са организовањем упоредне српске власти, ипак је постављање нових лекара текло веома споро. Први дипломирани доктор медицине, дошао је у Београд 1821. године. Био је то Наполитанац - карбонар др Вита Ромита, који је једно време био у пратњи турског гувернера Абдурахман-паше, да би касније прешао у Милошеву службу.

## Зубно лекарство након ослобођења од Османског царства
Након ослобођења од Османлисјког царства после одласка турских лекара, у Кнежевини Србији преовладавали су лекари из Хабсбуршке Монархије, међу којима и Срби лекари са територије данашње Војводине. Према средини века у Србију је долазило све више лекара словенске народности: Чеха, Словака, Русина, Пољака.
Средином 19. века, у време панславизма и српског покрета у Јужној Угарској, Србија је за образоване људе из Аустријске царевине била привлачна земља. Она је још увек била вазална турска кнежевина, али са значајним степеном аутономије и грађанских права, опредељена да истраје на путу културног напретка и освајања потпуне слободе, или како је Србију представио Атанасије Николић у нацрту првог печата Друштва српске словесности:
Привлачност Србије била је и у томе што је после петовековног турског ропства она била неистражена земља – читаво „необрађено поље“.
До 1839. године, у Кнежевини Србији је било школованих лекара само у Београду, Крагујевцу и Пожаревцу. Осим у овим местима, постојали су и гардијски лекари у градовима где су били стационирани делови Кнежеве гарде (Чачку, Карановцу и Ћуприји), као и у карантинима (Алексинцац, Рача, Радујевац) и лечилишту у Соко Бањи, па се у погледу зубног лекарства српски народ испомагао како је знао и умео.

Уочивши овај проблем са зубним лекарима у Србији, почев од 1867. године на Великој школи у Београду, један од првих српских школованих лекара др Аћим Медовић, држао је предавања за хирурге-бербере. По завршеном течају, он је хирурзима-берберима издавао уверење о положеном испиту, која је уједно била и дозвола за рад. Своја предавања др Аћим Медовић објавио је у књизи „Мале хирургијске услуге и прва помоћ у повредама тела“, у којој треће поглавље посвећује вађењу зуба. У овој првој штампаној књизи те врсте на српском језику, иако не говори искључиво о зубном лекарству, објављени су текстови о инфекцији, апсцесу, фокалној инфекцији, симптоме алвеоларне пиореје, гангрене и пулпитиса, малпозицији и о млечним зубима. По речима историчарима српске медицине Бране Димитријевиће и Александра Недока... 
...иако су са становишта савременог зубног лекарства извесна гледишта нетачна, треће поглавље Медовићеве књиге показује шта се о зубном лекарству тада у Европи знало.
 Увидевши недостатак литературе у области зубног лекарства, десетак година након објављаивање књиге др Аћим Медовић, Српски војни санитет је 1880. године штампао књижицу „Настава за болничарска предавања и испите“ у којој се болничарима, између осталог, дају упутства о вађењу зуба и отварању апсцеса.
Након истраживања проф. др Владимира Лукића и др Жарка Вуковића, дошло се до огласа др Илије Ранимира објављеног у листу „Уставност” 1886. године с текстом у ком се види како су, због недостатка зубних лекара у Србији тадашњи лекари лечили обољења уста и зуба.
Када је на свом претходном састанку српских лекара одржаном 22. априла 1872. године у Београду донета одлуку о оснивању Српског лекарског друштва, које је према идеји оснивача Друштво обухватила лекаре различитих струка, који су радили у Србији, лекаре Србе који су живели ван њених тадашњих граница, стране лекаре и научнике светског угледа, који су имали статус почасних чланова, као и нелекаре – пријатеље и сараднике Друштва у Србији, међу њима се нашао и један зубни лекар Илија Ранимир (1821 — 1901), који се зубном праксом бавио у Русији, затим у Влашкој, одакле је отишао у Солун, Цариград, Смирну, Јерусалем, Вршац, у коме је радио као практични зубни лекар све до преласка у Београд 1868. године.

## Стоматологија у 20. веку
Почетком 20. века у Србију долазе први школовани зубне лекари, доктори медицине са завршеном специјализацијом из болести уста и зуба. Најпознатији међу њима су били Милош Ђ Поповић, Миливоје Петровић, Илија Ранимир, и један од најзначајнијих међу њима за развој зубног лекарства у Србији, Атанасије Пуљо, кога данас историчари медицине сматрају пиониром српске стоматологије.

### Значај Милоша Ђ Поповића
Милош Ђ. Поповић је у складу и са специјализацијом из зубог лекарства стеченом у Бечу отворио две зубне станице у српској војсци. Прво је, 1904. године, отворио прву зубну станицу (амбуланту) у Војној болници у Београду, а затим 1908. и другу зубну станицу при Сталној Моравској војној болници у Нишу. Тако је захваљујући Милошу Ђ. Поповићу у Српској војсци и званично од 1908. године почела са радом организована стоматолошке служба, са две зубне станице у Београду и Нишу.

### Значај Атанасија Пуља
Атанасије Пуљо, пречанин из Земуна, тада у Аустроугарској, који се сматра оцем стоматологије у Србији, свој пионирски рад започео је с почетка 20. века, када је два пута долазио у Краљевину Србију и као добровољац, учествовао у ратовима која је Србија водила двадесетих година 20. века.
Први боравак у Србији
Први пут Атанасије Пуљо је дошао у Србију октобра месеца 1912. године, након почетка Првог балканског рата (српско-турски рат) када је парешао у Београд у коме се добровољно ставио на располагање српском санитету. У Београду је Пуљо велики број рањенике са преломима вилица збрињавао на њему специфичан и јединствен начин који се огледао у томе: што је истовремено са обрадом меких ткива које је вршио хирург, зубни лекар репонирао поломљене виличне фрагменте, и удлагама их спајао и фиксирао преко преосталих зуба. На ову оригиналну идеју, о удруженом раду хирурга и стоматолога, и стварању нове специјалности, хирургије вилица и лица, Атанасије Пуљо је дошао први, четири године пре званичног оснивања и почетка рада максилофацијалне хирургије, која се као нова хируршка дисциплина појавила тек крајем Првог светског рата. Зато с правом Српска стоматологија сматра Атанасија Пуља пиониром на пољу максилофацијалне хирургије.
Други боравак у Србији и учешће у Великом рату

 
Други пут Атанасије Пуљо је борфавио у Србију у лето и рану јесен 1914. године, када је Први светски рат донео „реку“ рањеника који су преплавили фронтовске и резервне болнице широм Европе. Међу којима су, због употребе савремених убојних средстав, најпотресније деловали рањеници погођени у лице-главу. 
| „ | Њихов застрашујући изглед варао је од почетка. Многи су од стране износиоца рањеника просто остављани на војишту, јер су сматрани погинулима. Још теже је било питање како их лечити, којој би специјалности требало да припадну? Увидеће се, али касније, да без зубног лекарства напретка не може бити. Првог септембра (по Јулијанском календару) 1914. године Пуљо, искористивши привремено ослобађање Земуна од стране Прве српске Армије поново прелази у Србију. Ризичан корак, јер беше аустро-мађарски држављанин који прелази на страну непријатеља. Лако би био проглашен за велеиздајника и стрељан, у случају заробљавања или капитулације српске војске. | ” |

 Одмах по преласку у Србију Министарство војно поставило је Атанасија Пуља за шефа „Одељења за лечење изломљених и повређених вилица“ у Моравској сталној војној болници у Нишу, у коме је први пут успоставио максилофацијалну хирургију и рендгенско снимање зуба и вилица у Србији, чиме је Србија макар за педаљ испредњачила у поређењу са Савезницима и Централним сила.

Пуљо је у Нишу, ратној престоници Србије на почетку Првог светског рата, осим збрињавања повреда лица и вилица, практиковао и стоматологију, о чему је др Милан Петровић писао: 
| „ | „Европски рат изненадио је наш војни санитет онако исто, као и државни систем... на зубе опет нико није мислио. Тек у јануару 1915. појављују се две зубне станице у Нишу, постале: једна иницијативом Руске лекарске мисије, друга иницијативом др Пуље." | ” |

После преласка Моравске сталне војне болнице преко Албаније и Црне Горе, Атанасију Пуљи није омогућен наставак дотадашњег успешног специјалистичког рада, он је одлучио да напусти војску, и отишао у Француску, са жељом да годину дана проведе на усавршавању хируршких поступака аутопластике и трансплантације кости и хрскавице.
Трећи долазак у Србију

Након што је у Француској завршио усавршавао на хируршком одељењу болнице Сен Луј и Шаптал у Паризу и америчкој болници у Нејију крај Париза, Атанасије Пуљо, је као велики патриота донео је одлуку да се септембра 1919. године с породицом врати у отаџбину „да помогне свом напаћеном народу“. 
| „ | Иако то, може бити, није тада тако изгледало потоњи његов потез раван је оном од само пет година раније, када је из Земуна у Ниш прешао, ризикујући велеиздајништво. Овога пута недоумица је гласила: победничка Француска или опустошена Србија? Ница, можда Лион, спрам Београда, који је баш тада (1919) најјадније изгледао, препун рушевина и рупчага, без струје, воде, упропашћен и ружан. Пуљу је, уза све то, чекала и застрашујућа некултура у погледу оног што данас називамо оралном хигијеном и оралним здрављем. | ” |

Оснивач Зубног одељења Опште државне болнице у Београду
У току августа месеца 1923. године на основу одлуке Министарства народног здравља Краљевине Југославије Пуљо је основао Поликлинику за болести уста и зуба Опште државне болнице у Београду. Како се на расписани конкурс за шефа зубног одељења на Општој Државној Болници у Београду, Пуљо јавио као једини кандидат, постављен је на ту дужност 10. новембра исте године. Значајно је истаћи да је на овом одељењу Атанасије Пуљо је основао известан број болесничких кревета за збрињавање тешких максилофацијалних болесника и примио 1925. године прве докторе медицине који су могли да специјализирају болести уста и зуба у Краљевини Југославији. До тада сви су ову специјализацију српски лекари завршавали у иностранству, најчешће у Грацу, Бечу, Паризу и Берлину. Његовим залагањем 1930. године ово одељење мења назив у Стоматолошка поликлиника.
Била је једна од ретких установа те врсте, у то доба, у Европи. А примањем искључиво лекара опште медицине на ту специјализацију, узет је добар правац; јер је и на терену и у врховима пламсао је рат између зубара и зубних лекара; па се потоњи јављају пре свега као носиоци највиших моралних норми. У то доба било је „шик“ састругати здрав предњи зуб, па на њега „ударити“ златну круницу, на шта зубни лекари, доктори опште медицине, никако нису пристајали.
Оснивач Одонтостоматолошке клинике Медицинског факултета у Београду
Одонтостоматолошку клинику Медицинског факултета у Београду Атанасије Пуљо основао је 1936. године, као њен први управник, који је то био све до почетка Другог светског рата. Те године изабран је за професора на предмету Болести уста и зуба, који су слушали и полагали студенти пете године медицине. На њој су лекари опште медицине обављали специјалистички стаж, полагали специјалистички испит и стицали звање специјалисте за болести уста и зуба. Кадрови школовани у овој установи, захваљујући Александру Пуљи, двадесетак година касније постали су наставни кадар Стоматолошког факултета у Београду, који је основан школске 1948/1949. године.

### Оснивање Стоматолошке секције СЛД
Развој и напредак српске стоматологије и њено кадровско јачање између два светска рата, резултовало је 1933. године оснивање Стоматолошке секције СЛД, која је потекла од великог броја стоматолога чланова СЛД.
За првог председника је изабран др Владимир Кујунџић, а за секретара др Б. Ђукић. На првој пленарној седници др Кујунџић је саопштио да је Стоматолошка секција примљена у чланство Друштва стоматолошких друштва Југославије.
Циљ оснивања друштва био је да „својим радом прати савремени развој целокупне медицинске науке и оних грана  грана јестаственице које су јој помоћници, да се усавршава, да своје искуство шири писменим и усменим излагањима, да се бави научним и књижевним радом.“
Након Другог светског рата  1946. године почела је са радом стоматолошка секција Српског лекарског друштва као прва ревитализована секција Српског лекарског друштва у новооснованој ДФР Југославији. За првог председника  Секције изабран је др Живорада Граовца а за секретара др Димитрија Јовановића.